# Daniel Nava
Daniel James Nava (né le 22 février 1983 à Redwood City, Californie, États-Unis) est un ancien voltigeur de la Ligue majeure de baseball.

## Carrière

### Vers les majeures
Daniel Nava connaît un parcours peu usité pour un joueur des Ligues majeures de baseball. Il joue au high school St. Francis à Mountain View en Californie, alors qu'il ne mesure que 4 pieds 8 pouces et ne pèse que 70 livres (1,42 m et 31 kg). À sa dernière année à l'école, il mesure 1,65 m et 68 kg.
Il ne convainc pas le club de baseball de l'Université de Santa Clara de lui donner une chance, et se joint à l'équipe comme... préposé à l'équipement. Il quitte l'université par manque d'argent et part jouer deux ans au collège de San Mateo. Une fois sa carrière collégiale terminée, la seule équipe de baseball qui veut de lui est les Chico Outlaws, club faisant partie d'une ligue indépendante. Nava est alors nommé joueur par excellence de la Golden Baseball League.
Ses performances attirent l'attention des Red Sox de Boston de la Ligue américaine de baseball, qui paient aux Outlaws la somme de un dollar pour recruter Nava.
Après avoir évolué deux ans dans les ligues mineures pour les Red Sox, Nava, qui fait alors 5'10" pour 200 livres (1,78 m et 90 kg), gradue en 2010 au niveau Triple-A avec les Red Sox de Pawtucket.

### Red Sox de Boston
Daniel Nava fait ses débuts dans les majeures à l'âge de 27 ans, au Fenway Park de Boston le 12 juin 2010, dans un match inter-ligues opposant les Red Sox aux Phillies de Philadelphie de la Ligue nationale. Nava passe à l'histoire en devenant le quatrième joueur de l'histoire de la MLB à frapper un grand chelem à sa première présence au bâton dans les grandes ligues. Mieux encore, il n'est que le deuxième joueur (après Kevin Kouzmanoff en 2006) à réussir l'exploit en expédiant de l'autre côté de la clôture le premier lancer qui lui est offert dans les majeures. Le coup de circuit avec les buts remplis est réussi aux dépens du lanceur des Phillies Joe Blanton.
Après des débuts intéressants à Boston, Nava ne figure pas dans les plans de l'équipe et passe la saison 2011 dans les ligues mineures, puis y amorce celle de 2012. Après un bon départ (moyenne au bâton de ,316 en 27 matchs) pour les Red Sox de Pawtucket, il est rappelé par Boston et frappe pour ,243 avec 6 circuits en 88 parties jouées.
Il connaît sa meilleure saison en 2013 alors qu'il est une part importante de l'équipe des Red Sox championne de la Série mondiale 2013. Le joueur de champ extérieur, qui alterne entre le champ droit et le champ gauche, maintient une moyenne au bâton de ,303 avec 12 circuits, 66 points produits et une moyenne de présence sur les buts de ,385 en 134 parties joués. Le 20 avril 2013, son circuit de trois points contre Kelvin Herrera en 8e manche donne aux Red Sox une victoire de 4-3 sur les Royals de Kansas City lors du premier match joué au Fenway Park après les du marathon de Boston. Malgré seulement deux coups sûrs en 5 matchs, Nava produit deux points contre les Cardinals de Saint-Louis en Série mondiale 2013.
Après sa meilleure saison en carrière, Nava tombe de haut en 2014 alors que ses insuccès au cours des trois premières semaines de la saison lui valent une rétrogradation en ligues mineures. Il revient éventuellement à Boston et termine l'année avec une moyenne au bâton de ,270 en 113 matchs joués. Le 14 septembre 2014, il frappe contre Aaron Crow des Royals de Kansas City le deuxième grand chelem de sa carrière, donc son premier depuis son premier match,.
Daniel Nava est échangé après avoir disputé 29 matchs des Red Sox en 2015. En 424 matchs sur 5 saisons à Boston, il a  maintenu une moyenne au bâton de ,267 avec 23 circuits et 169 points produits.

### Rays de Tampa Bay
Cédé au ballottage, Nava est réclamé par les Rays de Tampa Bay le 5 août 2015.

### Angels de Los Angeles

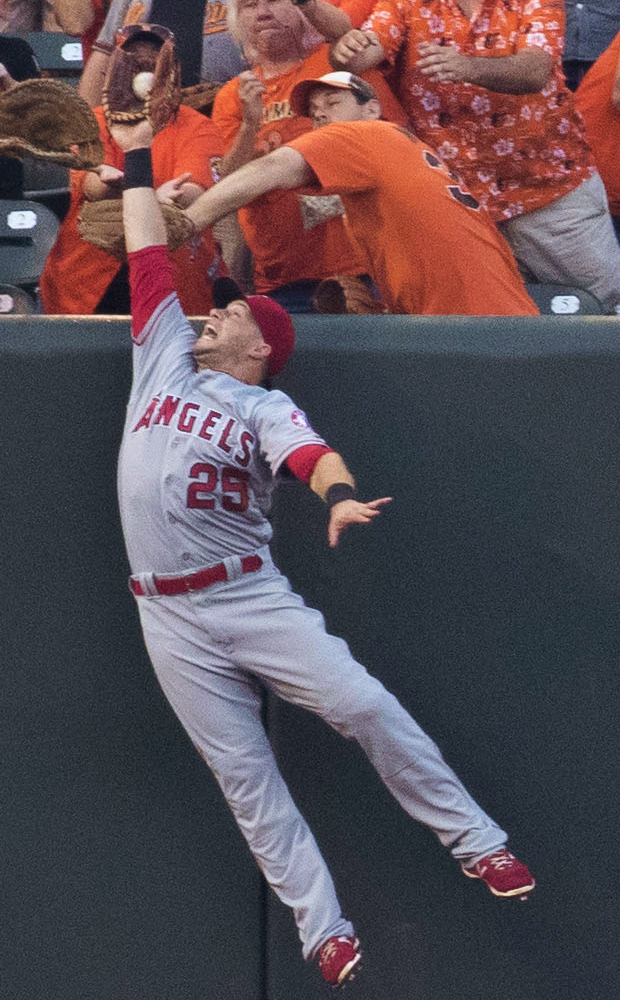
Daniel Nava au champ extérieur pour les Angels en 2016.

Le 16 décembre 2015, Nava signe un contrat d'un an avec les Angels de Los Angeles.

### Royals de Kansas City
Nava est transféré aux Royals de Kansas City le 29 août 2016. Il joue 9 matchs pour eux et termine la saison 2016 avec une moyenne au bâton de ,223 en 54 matchs joués au total pour les Angels et les Royals. 

### Phillies de Philadelphie
Il est mis sous contrat par les Phillies de Philadelphie le 12 décembre 2016.

## Vie personnelle
Dans les ligues mineures à Pawtucket, Daniel Nava met un billet gratuit à la disposition de l'animatrice d'ESPN Erin Andrews pour chaque partie locale de l'équipe.

## Statistiques
| Saison | Équipe | G  | AB  | R  | H  | 2B | 3B | HR | RBI | SB | BA   |
| ------ | ------ | -- | --- | -- | -- | -- | -- | -- | --- | -- | ---- |
| 2010   | Boston | 60 | 161 | 23 | 39 | 14 | 1  | 1  | 26  | 1  | .242 |
| Totaux | Totaux | 60 | 161 | 23 | 39 | 14 | 1  | 1  | 26  | 1  | .242 |

Note : G = Matches joués ; AB = Passages au bâton; R = Points ; H = Coups sûrs ; 2B = Doubles ; 3B = Triples ; 
HR = Coup de circuit ; RBI = Points produits ; SB = Buts volés ; BA = Moyenne au bâton.